# Metacerylon brevicolle
Metacerylon brevicolle is een keversoort uit de familie dwerghoutkevers (Cerylonidae). De wetenschappelijke naam van de soort werd in 1869 gepubliceerd door Léon Marc Herminie Fairmaire.